# Biebersteinia odora
Biebersteinia odora, jedna od četiri vrste biljaka u porodici Biebersteiniaceae. Raširena je od središnje Azije do jugozapadnog Sibira i zapadne Himalaje.
Mirisna biberšteinija je drvenasta trajnica koja naraste deset do trideset centimetara visine. Slabo je razgranata ili nerazgranata. Svježa biljka ugodnog je mirisa.

## Vanjske poveznice
- Flora of China